# Rotherham
Rotherham – miasto w Wielkiej Brytanii w Anglii; w hrabstwie South Yorkshire, w dystrykcie metropolitalnym Rotherham; położone nad ujściem rzeki Rother do rzeki Don, pomiędzy miastami Sheffield a Doncaster. W 2021 roku miasto liczyło 71 535 mieszkańców. 
Rotherham został założony we wczesnym średniowieczu. Tereny miasta były bogate w złoża węgla i żelaza. Miasto stało się też kolebką wytwórstwa stali, którą pozostaje do dzisiaj. 
Miasto zostało silnie zmodernizowane i przebudowane w XX wieku, stąd też nie posiada imponującej ilości historycznych zabytków. Pozostałościami są XVI-wieczny pub Three Cranes oraz Kaplica Naszej Pani na Moście Rotherham (znana jako Kaplica na Moście), pochodząca z XV wieku, odrestaurowana w wieku XX. Rotherham zostało wspomniane w Domesday Book (1086) pod nazwą Rodreham.
W latach 1997–2013 miał tu miejsce skandal związany z seksualnym wykorzystywaniem dzieci.
W mieście rozwinął się przemysł hutniczy, elektrotechniczny, maszynowy oraz odzieżowy.

## Miasta partnerskie
- Saint-Quentin
- Zabrze[4]